# 広島県中学校の廃校一覧
広島県中学校の廃校一覧（ひろしまけんちゅうがっこうのはいこういちらん）は、広島県内の廃校になった中学校の一覧。対象となるのは、学制改革（1947年）以降に廃校となった中学校、および分校である。校名は廃校当時のもの。廃校時に中学校が所在した自治体がその後合併により消滅している場合は、現行の自治体に含める。また現在休校中の県内の中学校（分校）も参考として記載する。
（）内は、廃校になった年（休校の場合は、その措置が取られた年）である。

## 都市部

### 広島市
- 広島市立安芸中学校（1985年広島市立福木中学校と広島市立温品中学校へ分割）[1]
- 広島市立安佐北中学校（広島市立広島中等教育学校への移行に伴い、2016年廃校）[2]
- 福木村立福木中学校〈初代〉（1949年4月30日広島市立高陽中学校〈当時：組合立〉へ統合）[1]
- 福木村立福木中学校〈2代目〉（1949年9月1日組合立高陽中福木分校として分離、1952年11月1日独立、1963年安芸中開校に伴い廃校）[1]
- 可部町立可部中学校〈初代〉（1958年大林中と統合し可部中〈2代目〉へ）[3]
- 可部町立大林中学校（1958年可部中〈初代〉と統合し可部中〈2代目〉へ）[3][注釈 1]
- 可部町立可部中学校〈2代目〉（1959年高宮中と統合し広島市立可部中学校〈当時：可部町立〉へ）[3]
- 学校組合立高宮中学校（1959年可部中〈2代目〉と統合し可部中〈3代目〉へ）[3][注釈 2]
- 安佐町立鈴張中学校（1962年統合により広島市立清和中学校〈当時：安佐町立〉へ）[4]
- 安佐町立小河内中学校（同上）[4]
- 安佐町立飯室中学校（同上）[4]
- 安佐町立久地中学校（同上）[4]
- 安佐町立日浦中学校（同上）[4][注釈 3]
- 白木町立井原中学校（1965年統合により広島市立白木中学校〈当時：白木町立〉井原教場となり、1967年完全統合）[5]
- 白木町立志屋中学校（1965年白木中志屋教場となり、1967年完全統合）[5]
- 白木町立高南中学校（1965年白木中高南教場となり、1967年完全統合）[5]
- 白木町立三田中学校（1965年白木中三田教場となり、1967年完全統合）[5]
- 白木町立高南中学校桧山分校（1965年白木中桧山教場となり、1967年完全統合）[5]
- 湯来町立水内中学校（1965年上水内中と統合し広島市立湯来中学校〈当時：湯来町立〉へ）[6]
- 湯来町立上水内中学校（1965年水内中と統合し湯来中へ）[6]

### 福山市
- 福山市立第四中学校（1949年福山市立城北中学校山郷分校となり、1953年廃校）[7][注釈 4]
- 福山市立済美中学校瀬戸分校（1958年）[9]
- 福山市立走島中学校宇治島分校（1962年）[10]
- 福山市立水呑中学校（1962年高島中〈2代目〉と統合し福山市立向丘中学校へ）[11]
- 福山市立高島中学校〈2代目〉（1962年水呑中と統合し向丘中へ）[11]
- 福山市立本郷中学校（1970年福山市立大成館中学校へ統合）[12]
- 福山市立走島中学校（2015年）[13][14]
- 福山市立鞆中学校（2019年4月福山市立鞆小学校と統合し義務教育学校福山市立鞆の浦学園へ）[15]
- 福山市立新市中央中学校〈初代〉（2022年常金中と統合し福山市立新市中央中学校〈2代目〉へ）[16]
- 福山市立常金中学校（2022年新市中央中〈初代〉と統合し新市中央中〈2代目〉へ）[16]
- 福山市立広瀬中学校（2022年福山市立広瀬小学校と統合し福山市立広瀬学園へ）[17]
- 福山市立内海中学校（2022年福山市立千年小学校・福山市立内浦小学校・福山市立内海小学校・福山市立能登原小学校と統合し福山市立想青学園へ）[18]
- 福山市立千年中学校（同上）[18]
- 福山市立山野中学校（2023年加茂中と統合へ）[19]
- 今津村立今津中学校（1949年統合により大成館中へ）[12]
- 神村村立神村中学校（同上）[12]
- 東村村立中学校（同上）[12]
- 本郷村立本郷中学校（同上）[12]
- 有磨村福相村学校組合立芦品中学校（1948年有磨中と福相中へ分割）[20]
- 有磨村立有磨中学校（1949年福相中と再統合し学校組合立品治中学校〈現：福山市立芦田中学校〉へ）[20]
- 福相村立福相中学校（1949年有磨中と再統合し品治中へ）[20]
- 鞆町立高島中学校〈初代〉（1949年鞆中高島分校となり、1954年再独立）[11]
- 金江村立中学校（1949年藤江村立中と統合し福山市立精華中学校〈当時：沼隈郡学校組合立〉へ）[21]
- 藤江村立中学校（1949年金江村立中と統合し精華中へ）[21]
- 神辺村立神辺中学校〈初代〉（1949年神辺中〈2代目〉と安那中に再編）[22]
- 中条村立中条中学校〈初代〉（同上）※1952年に中条中〈2代目〉として神辺中〈2代目〉から再独立[22]。
- 湯田村立湯田中学校（同上）[22]
- 道上村立道上中学校（同上）[22]
- 竹尋村立竹尋中学校（同上）[22]
- 御野村立御野中学校（同上）[22]
- 加茂村立加茂中学校〈初代〉（1949年加法中と統合し深安郡学校組合立深安中学校〈現：福山市立加茂中学校〉へ）[23]
- 加法村立加法中学校（1949年加茂中〈初代〉と統合し深安中へ）[23]
- 網引村立網引中学校（1949年新市中と統合し学校組合立中央中学校〈初代：新市中央中〉へ）[24]
- 新市町立新市中学校（1949年網引中と統合し中央中へ）[24]
- 品治中学校戸手教場（1952年中央中へ統合）[16]
- 新市町立常金丸中学校（1960年5月1日藤尾中と統合し常金中へ）[25]
- 新市町立藤尾中学校（1960年5月1日常金丸中と統合し常金中へ）[25]
- 駅家町立服部中学校（1962年福山市立駅家中学校服部教場〈当時：駅家町立〉となり、1964年廃校）[26]
- （私立）福山女子高等学校附属中学校（1969年）[27]
- 内海町立内海東中学校（1973年内海西中と統合し内海中へ）[28]
- 内海町立内海西中学校（1973年内海東中と統合し内海中へ）[28]
- 神辺町立神辺中学校〈2代目〉（1966年統合により福山市立神辺中学校〈当時：神辺町立〉へ）[22]
- 神辺町立中条中学校〈2代目〉（同上）[22]
- 神辺町立安那中学校（同上）[22]

### 呉市
- 呉市立情島中学校（1984年大冠中へ統合）[29]
- 呉市立大冠中学校（1998年休校[29]、生徒は呉市立阿賀中学校へ通学[30]）
- 呉市立音戸西中学校（2005年休校[29]、呉市立音戸中学校へ事実上統合[31]）
- 呉市立長浜中学校（2012年呉市立小坪小学校・呉市立長浜小学校と統合し広南学園〈呉市立広南中学校〉へ）[32]
- 呉市立倉橋西中学校（2013年倉橋東中と統合し呉市立倉橋中学校へ）[33]
- 呉市立倉橋東中学校（2013年倉橋西中と統合し倉橋中へ）[33]
- 呉市立豊浜中学校〈旧〉（2014年豊中と統合し呉市立豊浜中学校〈新〉へ）[34]
- 呉市立豊中学校（2014年豊浜中〈旧〉と統合し豊浜中〈新〉へ）[34]
- 呉市立下蒲刈中学校（2020年呉市立蒲刈中学校へ統合）[35]
- 呉市立天応中学校（2023年天応小と統合し、呉市立天応学園(義務教育学校)）[36]
- 学校組合立大長中学校〈初代〉（1948年大長中・御手洗中・久友中へ分割）[37]
- 大長村立大長中学校〈初代〉（1949年統合により学校組合立大長中学校〈2代目〉へ）[37]
- 御手洗町立御手洗中学校〈初代〉（同上）[37]
- 久友村立久友中学校〈初代〉（同上）[37]
- 学校組合立大長中学校〈2代目〉（1952年大長中・御手洗中・久友中へ分割）[37]
- 豊町立大長中学校〈2代目〉（1959年統合により豊中へ）[37]
- 豊町立御手洗中学校〈2代目〉（同上）[37]
- 豊町立久友中学校〈2代目〉（同上）[37]
- 豊町立豊中学校沖友分校（1969年）[37]
- 大屋村立大屋中学校（1949年呉市立吉浦中学校〈当時：大屋村立〉へ統合、1952年呉市立天応中学校〈当時：天応町立〉として再独立）[38]
- 郷原村立郷原中学校〈初代〉（1949年下黒瀬中と統合し城南中へ）[39]
- 下黒瀬村立下黒瀬中学校（1949年郷原中〈初代〉と統合し城南中へ）[39]
- 賀茂郡学校組合立城南中学校（1955年呉市立郷原中学校〈当時：郷原村立〉開校に伴い廃校）[39]
- 倉橋町立西中学校横島分校（1965年）[40]
- 倉橋町立東中学校大迫分校（1970年）[40]
- 音戸町・倉橋町学校組合立明徳中学校重生分校（1970年）[41]
- 倉橋町立西中学校大向分校（1974年）[40]
- 倉橋町立西中学校須川分校（1978年）[40]
- 倉橋町立鹿島中学校（1987年[40]）

### 東広島市
- 学校組合立高陽中学校（1953年学校組合解散に伴い本校は久芳中へ、竹仁分校は竹仁中へ、戸野分校は戸野中へ）[42]
- 豊栄町立豊栄中学校吉原教場〈1959年〉[43]
- 福富町立久芳中学校（1959年10月1日竹仁中と統合し東広島市立福富中学校〈当時：福富町立〉へ）[42]
- 福富町立竹仁中学校（1959年10月1日久芳中と統合し福富中へ）[42]
- 八本松町立川上中学校（1967年三和中と統合し東広島市立八本松中学校〈当時：八本松町立〉へ）[44]
- 八本松町立三和中学校（1967年川上中と統合し八本松中へ）[44]
- 河内町立入野中学校（1968年東広島市立河内中学校〈当時：河内町立〉へ統合）
- 河内町立戸野中学校（同上）
- 黒瀬町立城南中学校下黒瀬教場（1955年東広島市立黒瀬中学校〈当時：黒瀬町立〉へ移管され下黒瀬分校となり、1967年廃校）

### 尾道市
- 尾道市立土生中学校（2010年統合により尾道市立因島南中学校へ）[45]☆跡地には現在、因島南小学校の校舎が建っている。
- 尾道市立三庄中学校（同上）[45]
- 尾道市立田熊中学校（同上）[45]
- 尾道市立生口中学校（2013年尾道市立瀬戸田中学校へ統合）[46]
- 尾道市立原田中学校〈2代目〉（2014年尾道市立美木中学校へ統合）[47]
- 尾道市立久保中学校（2025年長江中と統合し尾道市立尾道みなと中学校へ）[48]
- 尾道市立長江中学校（2025年久保中と統合し尾道みなと中へ）[48]
- 美ノ郷村立美ノ郷中学校（1949年5月25日統合により御調郡学校組合立中部中学校〈現：美木中〉へ）[47]
- 木ノ庄村立木ノ庄東中学校（同上）[47]
- 木ノ庄村立木ノ庄西中学校（同上）[47]
- 深田村立深田中学校（同上）[47]
- 原田村立原田中学校〈初代〉（1949年5月25日中部中原田分校となり、1966年6月2日再独立）[47]
- 向島町立立花中学校（1949年5月28日学校組合立向島西中学校〈現：尾道市立向島中学校〉立花分校となり、同年9月1日に廃校）[49]
- 向島町立岩子島中学校（1949年向島西中岩子島分校となり、1957年に廃校）[49]

### 廿日市市
- 原村立原中学校（1949年統合により廿日市市立七尾中学校〈当時：学校組合立〉へ）[50]
- 平良村立平良中学校（同上）[50]
- 宮内村立宮内中学校（同上）[50]
- 地御前村立地御前中学校（同上）[50]
- 佐伯町立友和中学校（1969年4月1日三興中と統合し廿日市市立佐伯中学校〈当時：佐伯町立〉へ）[51]
- 佐伯町立三興中学校（1969年4月1日友和中と統合し佐伯中へ）[51]
- 佐伯町立玖島中学校（1969年9月1日佐伯中へ統合）[51]

### 三原市
- 三原市立第二中学校中之町分校（1948年4月7日）[52]
- 三原市立第二中学校宮沖分教場（1949年6月24日）[52]
- 三原市立第二中学校深分校（1952年）[52]
- 三原市立鷺浦中学校（2008年三原市立第二中学校へ統合）[52]
- 久井村立久井中学校〈旧〉（1949年統合により4ヶ村学校組合立久羽坂中学校〈現：三原市立久井中学校〉へ）[53]
- 羽和泉村立羽和泉中学校（同上）[53]
- 坂井原村立坂井原中学校（同上）[53]
- 高坂村立高坂中学校（同上）[53]
- 本郷町立本郷中学校〈旧〉（1949年5月統合により三原市立本郷中学校〈当時：豊田郡学校組合立〉へ）[54]
- 船木村立船木中学校（1949年5月本郷中船木教場となり、1953年9月廃止）[54]
- 北方村立北方中学校（1949年5月本郷中北方教場となり、1953年9月廃止）[54]
- 南方村立南方中学校（1949年5月本郷中南方教場となり、1953年9月廃止）[54]
- 高坂村立高坂南中学校（1949年5月本郷中高坂南教場となり、1953年9月廃止）[54]
- 大和町立豊北中学校（1979年神田中と統合し三原市立大和中学校〈当時：大和町立〉へ）[55]
- 大和町立神田中学校（1979年豊北中と統合し大和中へ）[55]

### 三次市
- 三次市立塩町中学校和田分校（1955年）[注釈 5]
- 三次市立三次中学校河内分校（1956年）[56]
- 三次市立三次中学校粟屋分校（1961年三次市立三次中学校[56]と三次市立十日市中学校[57]へ分割統合）
- 吉舎町立吉舎中学校〈初代〉（1948年廃校、1950年三次市立吉舎中学校〈当時：吉舎町立〉として復活）[58]
- 吉舎町立八幡中学校（1954年吉舎中へ統合）[58]
- 神杉村立神杉中学校(1949年統合により三次市立塩町中学校〈当時：学校組合立〉へ）[59]
- 和田村立和田中学校（同上）[59]
- 田幸村立田幸中学校（同上）[59]
- 君田村立君田上中学校（1949年三次市立君田中学校〈当時：君田村立〉櫃田分校となり、1959年に櫃田教場へ降格、1969年廃校）[60]
- 布野村立横谷中学校（1949年三次市立布野中学校〈当時：布野村立〉横谷分校となり、1969年に横谷教場へ降格、1970年廃校）[61]
- 十日市町酒河村学校組合立十日市中学校酒河分校（1949年9月）[57]
- 学校組合立塩町中学校神杉分校（1953年）
- 学校組合立甲奴中学校上川西分校（1951年）[62]
- 学校組合立甲奴中学校上川東分校（1952年）[62]
- 三和町立板木中学校（1958年三和東中と統合し三次市立三和中学校〈当時：三和町立〉へ）[63]
- 三和町立三和東中学校（1958年板木中と統合し三和中へ）[63]
- 甲奴町立甲奴中学校広定分校（1960年6月）[62]
- 作木村立第二中学校（1949年作木中〈旧〉へ改称、1962年統合により三次市立作木中学校〈当時：作木村立〉へ）[64]
- 作木村立第一中学校（1949年作木中〈旧〉香淀分校となり、1955年香淀中として独立、1962年作木中〈新〉へ再統合）[64]
- 作木村立第三中学校（1949年作木中〈旧〉西分校となり、1955年西中として独立、1962年作木中〈新〉へ再統合）[64]
- 作木村立作木中学校作木分校（1986年）[64]
- 私立日彰館中学校（1965年）
- 川西村立川西中学校（1969年塩町中川西教場となり、1971年廃止）[59]

### 府中市
- 府中市立第二中学校（2008年府中中へ移行）[65]
- 府中市立第四中学校（2009年第三中へ統合）[66]
- 府中市立第三中学校（2010年府中明郷中へ移行）[66]
- 府中市立府中中学校（2017年府中市立府中小学校と統合し府中市立府中学園へ）[67]
- 府中市立府中明郷中学校（2017年府中市立府中明郷小学校と統合し府中市立府中明郷学園へ）[66]
- 上下・矢野・清岳・吉野4ヶ町村学校組合立上下中学校清岳分校（1950年4月10日）[68]
- 上下町立上下中学校吉野分校（1955年2月10日）[68]

### 庄原市
- 庄原市立庄原中学校〈旧〉（1970年統合により庄原市立庄原中学校〈新〉へ）[注釈 6]
- 庄原市立東中学校（同上）
- 庄原市立北中学校（同上）
- 庄原市立本田中学校（同上）
- 庄原市立山内中学校（同上）
- 庄原市立敷信中学校（同上）
- 庄原市立高中学校（同上）
- 庄原市立八幡中学校（2007年休校、2015年廃校）[14]
- 庄原市立小奴可中学校（2009年休校、2016年廃校[69]）
- 田総村立田総中学校（1949年領家中と統合し庄原市立総領中学校〈当時：田総村領家村組合立〉田総教場となり、1951年完全統合）[70]
- 領家村立領家中学校（1949年田総中と統合し総領中領家教場となり、1951年完全統合）[70]
- 領家村立領家中学校黒目分校（1949年総領中黒目分校となり、1968年廃校）[70]
- 口和町立口北中学校竹地谷分校（1962年）[71]
- 口和町立口南中学校（1965年口北中と統合し庄原市立口和中学校〈当時：口和町立〉へ）[72]
- 口和町立口北中学校（1965年口南中と統合し口和中へ）[72]
- 総領町立総領中学校黒目分校（1968年）[70]
- 高野町立上高中学校（1969年高野町立高野中学校上高教場となり、1971年に下高教場と統合し庄原市立高野中学校〈当時：高野町立〉へ）[73]
- 高野町立下高中学校（1969年高野町立高野中学校下高教場となり、1971年に上高教場と統合し高野中へ）[73]
- 東城町立東城中学校〈旧〉（1971年統合により庄原市立東城中学校〈当時：東城町立〉へ）[74]
- 東城町立田森中学校（同上）[74]
- 東城町立帝釈中学校（同上）[74]
- 西城町立西城中学校〈旧〉（1974年庄原市立西城中学校〈当時：西城町立〉へ）[75]
- 西城町立八鉾中学校（1974年西城中〈旧〉と統合し西城中〈新〉へ）[75]

### 安芸高田市
- 刈田村立刈田中学校〈初代〉（1949年5月1日刈田村・根野村学校組合立刈田中学校となり、1950年2月7日簸川中へ改称、1958年根野分校と統合し安芸高田市立八千代中学校〈当時：八千代村立〉へ）[76]
- 根野村立根野中学校（1949年5月1日刈田中〈2代目〉根野分校となり、1950年2月7日簸川中根野分校へ改称、1958年刈田中〈2代目〉と統合し八千代中へ）[76]
- 吉田町立愛郷中学校（1968年統合により安芸高田市立吉田中学校〈当時：吉田町立〉へ）[注釈 7]
- 吉田町立大江中学校（同上）
- 吉田町立大江中学校丹比分校（同上）
- 美土里町立北生中学校（1972年誠和中と統合し安芸高田市立美土里中学校〈当時：美土里町立〉へ）[78]
- 美土里町立誠和中学校（1972年北生中と統合し美土里中へ）[78]
- 向原町立向原中学校有保分校（1954年）
- 八千代村立簸川中学校根野分校（1958年）[76]
- 甲田町立甲立中学校（1970年小田中と統合し安芸高田市立甲田中学校〈当時：甲田町立〉へ）[注釈 8]
- 甲田町立小田中学校（1970年甲立中と統合し甲田中へ）
- 高宮町立高宮中学校〈旧〉（1988年川根中と統合し安芸高田市立高宮中学校〈当時：高宮町立〉へ）[79]
- 高宮町立川根中学校（1988年高宮中〈旧〉と統合し高宮中〈新〉へ）[79]

### 大竹市
- 大竹市立玖波中学校松ケ原分校（1958年9月1日）[80]
- 大竹市立栗谷中学校（2012年休校、生徒は小方中へ通学[81]、2015年廃校[14]）
- 大竹市立小方中学校〈2代目〉（2013年小方小と統合し大竹市立小方学園へ）[82]
- 大竹町立大竹中学校〈旧〉（1949年木野中と統合し大竹市立大竹中学校〈当時：大竹町・木野村学校組合〉へ）[83]
- 木野村立木野中学校（1949年大竹中〈旧〉と統合し大竹中〈新〉へ）[83]
- 玖波町立玖波中学校〈旧〉（1949年小方中〈初代〉と統合し芸南中へ）[83]
- 小方村立小方中学校〈初代〉（1949年玖波中〈旧〉と統合し芸南中へ）[83]
- 小方村立小方中学校阿多田分校（1950年4月7日）
- 小方村立小方中学校穂仁原分校（1950年4月17日）
- 小方村立小方中学校飯谷分校（1950年9月30日）
- 玖波町・小方町立芸南中学校（1952年大竹市立玖波中学校〈当時：玖波町立〉と小方中〈当時：小方町立〉へ分割）[83]

### 竹原市
- 竹原市立吉名中学校（2018年吉名小と統合し竹原市立吉名学園へ）[84]
- 竹原市立忠海中学校（2021年忠海小と統合し竹原市立忠海学園へ）[85]

### 江田島市
- 江田島市立沖中学校（2006年江田島市立能美中学校へ統合）[86]
- 江田島市立切串中学校（2008年江田島市立江田島中学校へ統合）[87]
- 深江村立深江中学校（1949年7月12日江田島市立大柿中学校〈当時：組合立〉へ統合、1953年7月15日再独立、1957年大柿中へ再統合）[88]
- 飛渡瀬村立飛渡瀬中学校（1949年7月12日大柿中へ統合、1953年7月15日再独立、1977年大柿中へ再統合））[88]
- 能美町立高田中学校（1959年9月30日統合により能美中高田教場となり、1961年9月1日完全統合）[86]
- 能美町立中町中学校（1959年9月30日能美中中町教場となり、1961年9月1日完全統合）[86]
- 能美町立鹿川中学校（1959年9月30日能美中鹿川教場となり、1961年9月1日完全統合）[86]

## 郡部

### 山県郡
- 安芸太田町立筒賀中学校（2017年戸河内中と統合し安芸太田町立安芸太田中学校へ）[89]
- 安芸太田町立戸河内中学校（2017年筒賀中と統合し安芸太田中へ）[89]
- 安芸太田町立加計中学校〈旧〉（2005年安野中と統合し安芸太田町立加計中学校〈新〉へ）[90]
- 安芸太田町立安野中学校（2005年加計中〈旧〉と統合し加計中〈新〉へ）[90]
- 安芸太田町立猪山中学校（2010年加計中へ統合）
- 北広島町立豊平中学校（2024年豊平小と統合し、北広島町立豊平学園（義務教育学校）へ）[91]
- 豊平町立吉坂中学校（1978年統合により北広島町立豊平中学校〈当時：豊平町立〉へ）[92]
- 豊平町立都谷中学校（同上）[92]
- 豊平町立原中学校（同上）[92]
- 芸北町立八幡中学校（1968年統合により北広島町立芸北中学校〈当時：芸北町立〉へ）[92]
- 芸北町立雄鹿原中学校（同上）[92]
- 芸北町立中野中学校（同上）[92]
- 芸北町立美和中学校（同上）[92]
- 千代田町立本地中学校（1958年北広島町立千代田中学校〈当時：千代田町立〉へ統合）[92]
- 千代田町立川迫中学校（同上）[92]
- 千代田町立南方中学校（同上）[92]
- 戸河内町立戸河内中学校松原教場（1965年）[93]
- 戸河内町立戸河内中学校小板教場（1965年）[93]
- 戸河内町立戸河内中学校打梨教場（1965年）[93]
- 戸河内町立戸河内中学校横川教場（1965年）[93]
- 千代田町立千代田中学校畑分校（1964年）[94]
- 戸河内町立上殿中学校（1963年安芸太田町立戸河内中学校〈当時：戸河内町立〉上殿教場となり、1965年廃止）[93]
- 筒賀村立筒賀中学校坂原分校（1958年）[95]
- 戸河内町立戸河内中学校中の甲分校（1957年）[93]
- 戸河内町立戸河内中学校寺領分校（1949年）[93]
- 戸河内町立戸河内中学校四合分校（1949年）[93]

### 豊田郡
- 大崎上島町立大崎中学校（2009年統合により大崎上島町立大崎上島中学校へ）[96]
- 大崎上島町立東野中学校（同上）[96]
- 大崎上島町立木江中学校（同上）[96]
- 東野町立東野中学校生野島分校（1954年東野中へ統合）
- 大崎町立中野中学校（1955年西野中と統合し大崎中へ）
- 大崎町立西野中学校（1955年中野中と統合し大崎中へ）

### 世羅郡
- 世羅西町立世羅西中学校〈旧〉（1983年津名中と統合し世羅町立世羅西中学校〈当時：世羅西町立〉へ）[97]
- 世羅西町立津名中学校（1983年世羅西中〈旧〉と統合し世羅西中〈新〉へ）[97]
- 世羅町立大田中学校（1977年統合により世羅町立世羅中学校へ）[98]
- 世羅町立大見中学校（同上）[98]
- 世羅町立西大田中学校（同上）[98]
- 甲山町立甲山中学校〈旧〉（1966年統合により世羅町立甲山中学校〈当時：甲山町立〉甲山教場となり、1968年完全統合）[99]
- 甲山町立宇津戸中学校（1966年統合により甲山中宇津戸教場となり、1968年完全統合）[99]
- 甲山町立三川中学校（1966年統合により甲山中三川教場となり、1968年完全統合）[99]
- 甲山町立東中学校（1966年統合により甲山中東教場となり、1968年完全統合）[99]

### 神石郡
- 神石高原町立油木中学校〈2代目〉（2014年統合により神石高原町立神石高原中学校へ）[100]
- 神石高原町立神石中学校（同上）[100]
- 神石高原町立豊松中学校（同上）[100]
- 永渡村立永渡中学校（1949年5月1日高光中と統合し神龍中へ）
- 高光村立高光中学校（1949年5月1日永渡中と統合し神龍中へ）
- 油木町立油木中学校〈初代〉（1971年統合により油木中〈2代目〉油木教場となり、1973年完全統合）[101]
- 油木町立仙養中学校（1971年油木中〈2代目〉仙養教場となり、1973年完全統合）[101]
- 油木町立小野中学校（1971年油木中〈2代目〉小野教場となり、1973年完全統合）[101]
- 油木町立新坂中学校（1971年油木中〈2代目〉新坂教場となり、1973年完全統合）[101]
- 三和町立小畠中学校（2000年統合により神石高原町立三和中学校〈当時：三和町立〉へ）[注釈 9]
- 三和町立高蓋中学校（同上）
- 三和町立来見中学校（同上）
- 神石町立第一中学校（1968年神龍中と統合し神石中へ）
- 神石町立神龍中学校（1968年第一中と統合し神石中へ）